# Лазерний хірургічний апарат СМ-2002

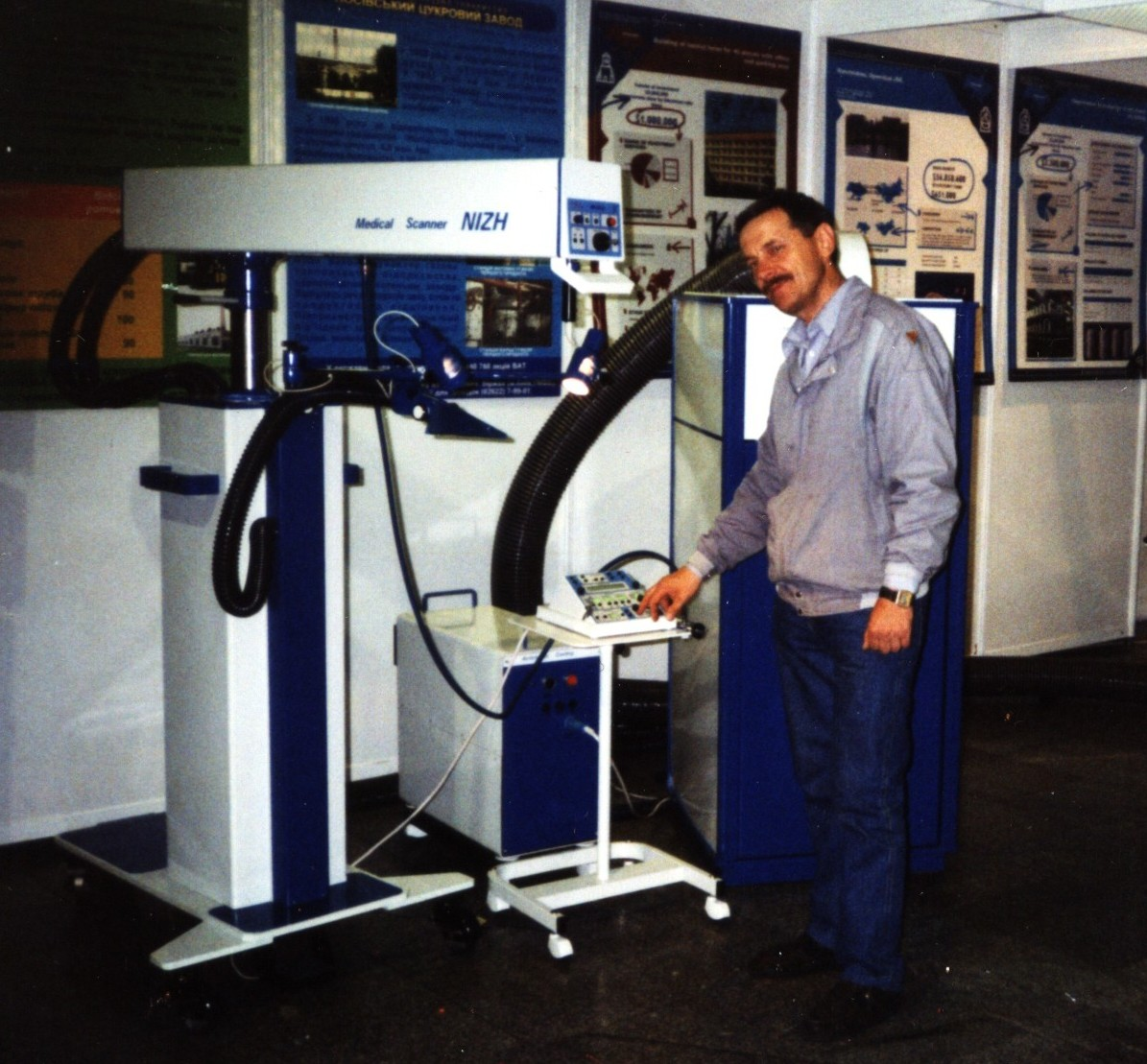
Директор лабораторії Валерій Остапенко демонструє лазерний хірургічний апарат на виставці Інноваційні можливості України. м. Київ. 2004 рік

Лазерний хірургічний апарат СМ-2002 (англ. Surgical laser SM-2002) — медичний апарат на базі імпульсного Nd:YAG-лазера потужністю 100 Вт

## Загальна інформація
Лазерний хірургічний апарат СМ-2002 — медичний апарат на базі імпульсного Nd:YAG-лазера потужністю 100 Вт. Виробник — ТОВ «Ніжинські лабораторії скануючих пристроїв» (1999 р.). Медичний співвиконавець –  Харківська Академія післядипломної освіти, науковий керівник — доктор медичних наук професор Дудніченко Олександр Сергійович.
Використовується для хірургії доброякісних та злоякісних пухлин шляхом коагуляції, гіпертермії і деструкції патологічних утворень, а також стерилізації раневої поверхні направленим інфрачервоним високоінтенсивним випромінюванням.